# Four Minutes Being Cool
Four Minutes Being Cool è uno split fra Silverstein ed August Burns Red, pubblicato il 20 aprile 2013 dalla Hopeless Records (etichetta dei Silverstein) in occasione del Record Store Day, la giornata mondiale in favore dei piccoli negozi di musica, minacciati dalle sempre crescenti vendite online.

## Il disco
Per lo split le due band hanno realizzato una cover di uno dei gruppi che le hanno influenzate: i Silverstein hanno scelto Coming Clean dei The Get Up Kids, prima traccia del primo album della band, intitolato Four Minute Mile; gli August Burns Red hanno scelto You Vandal dei Saves the Day, seconda traccia dall'album Through Being Cool. Lo stesso titolo dello split è composto dai titoli dei due album dai quali sono state scelte le canzoni.
Il disco è disponibile unicamente in vinile arancione ed è prodotto in un'edizione limitata di 500 copie, acquistabili unicamente in alcuni negozi locali.
La copertina è la fotografia in azzurro, nero e bianco di una serie di quaderni, diari e raccoglitori impilati l'uno sull'altro, con la scritta Four Minutes Being Cool in arancione (lo stesso colore del vinile) e i nomi delle band in basso.

## Critica
Killyourstereo giudica nel complesso buono lo split, evidenziando in particolar modo come la cover dei Silverstein sia particolarmente riuscita grazie all'abilità della band di interpretare al meglio un genere che non le è proprio pur rimanendo allo stesso tempo fedele al suo sound ordinario; la cover degli August Burns Red, invece, seppur decente, è giudicata un po' troppo heavy, specialmente nel cantato, cosa che tradisce la versione originale della canzone dei Saves the Day. Più positiva la critica di Propertyofzack, che spende parole di elogio tanto per la cover realizzata dai Silverstein quanto per quella degli August Burns Red, della quale apprezza come lo scream renda più moderna una canzone un po' datata (seppur sempre godibile). Nel complesso giudica che sia i fan delle due band del disco, sia i fan delle due band originali possono trovare qualcosa di estremamente gradevole in questo split.

## Tracce
Lato A - Silverstein
1. Coming Clean (cover dei The Get Up Kids)

Lato B - August Burns Red
1. You Vandal (cover dei Saves the Day)

## Formazione
Silverstein
- Shane Told - voce
- Paul Marc Rousseau - chitarra solista
- Josh Bradford - chitarra ritmica
- Billy Hamilton - basso
- Paul Koehler - batteria

August Burns Red
- Jake Luhrs - voce
- JB Brubaker - chitarra solista
- Brent Rambler - chitarra ritmica
- Dustin Davidson - basso
- Matt Greiner - batteria

Produzione
- Jordan Valeriote - registrazione